# Алкіно
А́лкіно (рос. Алкино, башк. Алкин) — присілок (в минулому селище) у складі Чишминського району Башкортостану, Росія. Входить до складу Алкінської сільської ради.
Населення — 261 особа (2010; 244 в 2002).
Національний склад:
- росіяни — 50 %
- татари — 28 %